# Шуга

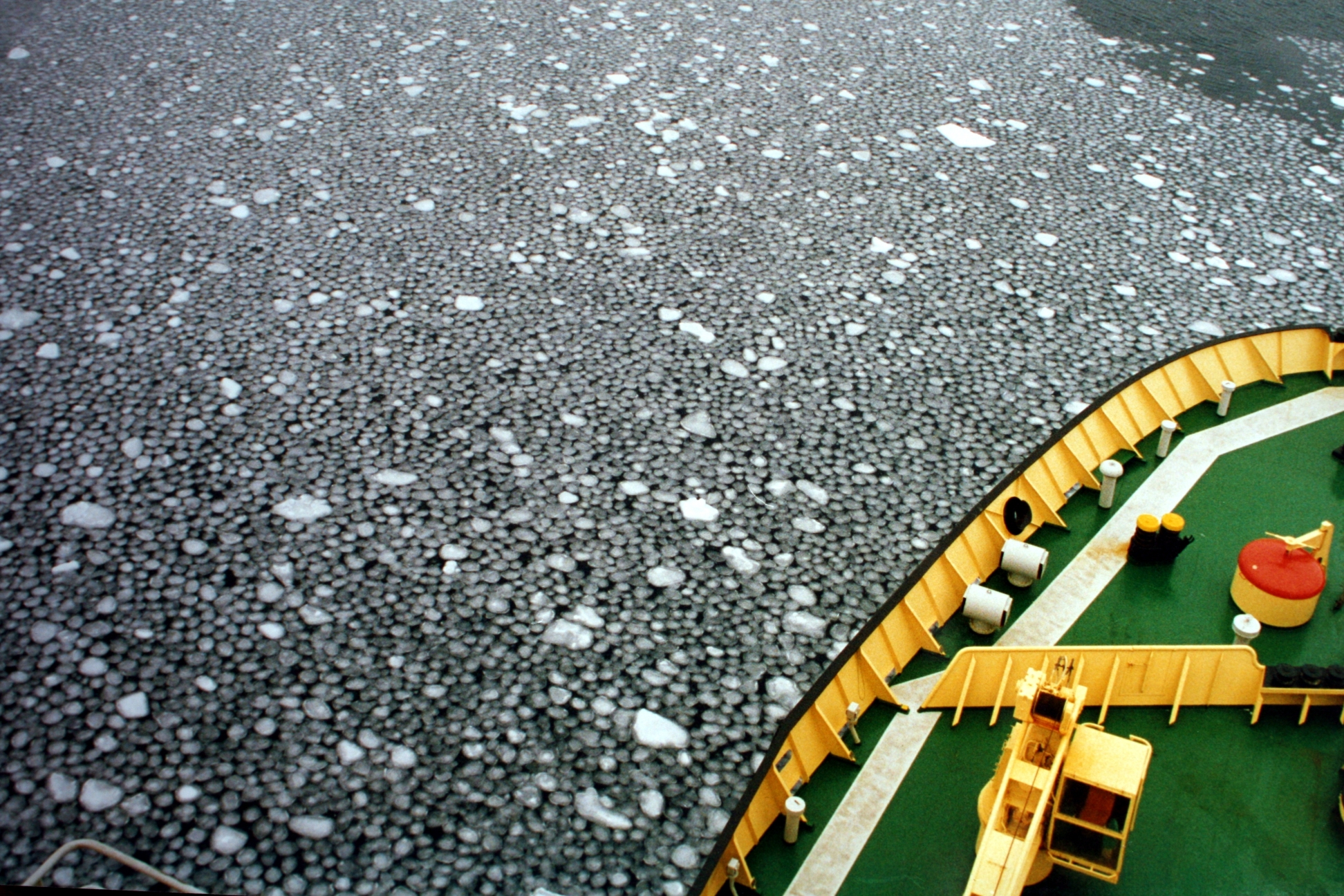
Шуга в море Росса

Шуга́, иногда также шо́рош — рыхлые скопления вещества в твёрдой фазе агрегатного состояния, в нормальных условиях имеющего жидкое состояние. В зависимости от количества льда шуга сохраняет способность течь как жидкость или теряет эту способность из-за возникновения заторов. При любом количестве шуги в жидкости снижается её текучесть. Для образования шуги необходимо, чтобы вещество находилось в условиях, которые обеспечивают резкую смену фазового состояния с жидкой фазы на твёрдую при определённой температуре.

## Водная шуга
Водная шуга обычно формируется в водотоках или водоёмах при температурах воздуха, близких к замерзанию воды (0 °C), и состоит изо льда.
Как правило, водяная шуга формируется из и ледяного сала и снежуры. Различают:
- поверхностную шугу — на поверхности воды;
- глубинную шугу — в толще воды, которая образуется из кристалликов глубинного льда (донного и внутриводного).

Шуга возникает перед ледоставом при переохлаждении воды ниже 0 °C. Шуга часто образуется ниже полыней и в нижних бьефах гидроузлов.
Шуга, плывущая по поверхности и в толще реки вниз по течению, называется шугоходом. При большом количестве шуги при шугоходе живое сечение реки может забиться, что приведёт к значительному накоплению шуги (зажору). При этом уровень воды может подняться.
Шуга создаёт существенные затруднения в эксплуатации гидротехнических сооружений, забивая приёмные оголовки водозаборов, которые приходится очищать и обогревать.
В зонах холодного климата шуга представляет собой угрозу и одновременно предупреждающий фактор для навигации, как речной, так и морской. При начальном замерзании водной поверхности вода покрывается матовой поверхностью, которую моряки называют салом, не представляющим угрозы для кораблей. Даже при небольшом волнении сало легко разламывается. Но при затишье и при низкой температуре воздуха очень быстро образуются ледяные диски до полметра в диаметре, которые сбиваются в шугу. А если при этом выпадает снег и перемешивается с шугой, образуется липкий и вязкий лёд ― снежура. Через шугу корабли легко проходят. Но если её слишком много нагоняет ветром к берегу, то судно может увязнуть в ней и вмёрзнуть. Таким образом, шуга в течение многих веков служила для кораблей предупреждающим фактором, что нужно срочно покидать порт и уходить в открытое море.